# Вефа (футбольный клуб)
CК Вефа (тур. Vefa Spor Kulübü) — турецкий футбольный клуб из одноимённого квартала стамбульского района Фатих. Домашние матчи команда проводит на стадионе Вефа, вмещающем около 6 500 зрителей. Клуб, проведший 14 сезонов в главной турецкой футбольной лиге, ныне выступает на любительском уровне.

## История

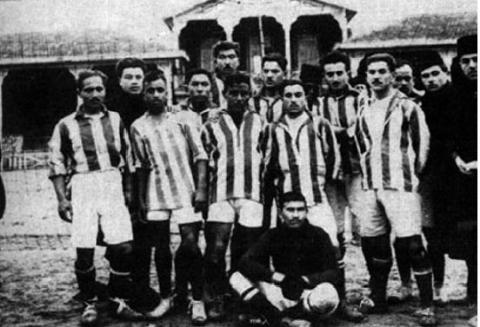
«Вефа» в 1919 году.

Клуб был образован в 1908 году, когда в Османской империи был разрешён футбол. Он появился в результате слияния трёх команд, организованных учащимися в Вефском лицее. Клуб первоначально носил название «Вефа Идман Юрду» (тур. Vefa Idman Yurdu), которое было изменено на «СК Вефа» с установлением в Турции республики. Его цветами стали зелёный и белый.
С начала 1920-х годов «Вефа» играла в Стамбульской футбольной лиге. В сезоне 1924/25 она вышла в финал турнира, где была разгромлена «Галатасараем» со счётом 0:4. В сезоне 1946/47 «Вефа» вновь стала второй в Стамбульской футбольной лиге, набрав равное количество с «Фенербахче», победителем соревнования. На чемпионате мира 1954 года в сборной Турции «Вефу» представлял вратарь Шюкрю Эрсой.
«Вефа» участвовала в первом национальном чемпионате в 1959 году, где заняла второе место в Красной группе вслед за «Галатасараем», набрав с ним равное количество очков и не сумев выйти в финал. В 1963 году она вылетела из Национальной лиги, куда сумела вернуться спустя два года. «Вефа» провела в главной турецкой футбольной лиге ещё девять лет, заняв по итогам сезона 1973/74 последнее место и покинув Национальную лигу. С тех пор команда выступала преимущественно на втором и третьем уровнях в системе футбольных лиг Турции. С начала 2000-х годов «Вефа» и вовсе играет на любительском уровне.